# Distrito electoral federal 3 de Quintana Roo
El III Distrito Electoral Federal de Quintana Roo es uno de los 300 distritos electorales federales en que se divide México y uno de los 3 que constituyen el estado de Quintana Roo. Es un distrito de reciente creación, constituido por el proceso de redistritación de 2005 llevado a cabo por el Instituto Federal Electoral, está conformado por la zona urbana y hotelera de la ciudad de Cancún en el Municipio de Benito Juárez. Su cabecera es la ciudad de Cancún.
El III Distrito de Quintana Roo fue creado por el proceso de redistritación realizado en 2005, anterior al cual el estado solo tenía dos distritos electorales, por ello a electo diputado a partir de 2006 para la LX Legislatura.

## Diputados por el distrito
| Legislatura | Periodo                                      | Diputado                       | Grupo parlamentario                  |
| ----------- | -------------------------------------------- | ------------------------------ | ------------------------------------ |
| LX          | 1 de septiembre de 2006-31 de agosto de 2009 | Yolanda Garmendia Hernández    | Partido Acción Nacional              |
| LXI         | 1 de septiembre de 2009-31 de agosto de 2012 | Carlos Joaquín González        | Partido Revolucionario Institucional |
| LXII        | 1 de septiembre de 2012-1 de abril de 2013   | Graciela Saldaña Fraire        | Partido de la Revolución Democrática |
| LXII        | 2 de abril de 2013-30 de julio de 2013       | Milkdret Marina Verde Avendaño | Partido de la Revolución Democrática |
| LXII        | 30 de julio de 2013-31 de agosto de 2015     | Graciela Saldaña Fraire        | Partido de la Revolución Democrática |
| LXIII       | 1 de septiembre de 2015-2 de marzo de 2016   | Remberto Estrada Barba         | Partido Verde Ecologista de México   |
| LXIII       | 3 de marzo de 2016-28 de marzo de 2018       | Mario Machuca Sánchez          | Partido Verde Ecologista de México   |
| LXIII       | 28 de marzo de 2018-1 de junio de 2018       | Vacante                        | Partido Verde Ecologista de México   |
| LXIII       | 1 de junio de 2018-31 de agosto de 2018      | Mario Machuca Sánchez          | Partido Verde Ecologista de México   |
| LXIV        | 1 de septiembre de 2018-31 de agosto de 2021 | Mildred Ávila Vera             | Movimiento Regeneración Nacional     |
| LXV         | 1 de septiembre de 2021-2 de marzo de 2024   | Alberto Batun Chulim           | Movimiento Regeneración Nacional     |
| LXV         | 2 de marzo de 2024-3 de junio de 2024        | Vacante                        | Movimiento Regeneración Nacional     |
| LXV         | 3 de junio de 2024-31 de agosto de 2024      | Alberto Batun Chulim           | Movimiento Regeneración Nacional     |
| LXVI        | 1 de septiembre de 2024-31 de agosto de 2027 | Humberto Aldana Navarro        | Movimiento Regeneración Nacional     |

## Resultados electorales

#### 2021
|  | 52.51 % |

|  | 17.13 % |

|  | 11.12 % |

|  | 7.56 % |

|  | 2.84 % |

|  | 1.38 % |

|  | 4.69 % |

|  | 0.15 % |

|  | 100 % |

#### 2018[3]
|  | 12.76 % |

|  | 13.30 % |

|  | 70.61 % |

|  | 0.05 % |

|  | 3.26 % |

|  | 100.00 % |

### 2009
|  | 20.65 % |

|  | 51.34 % |

|  | 11.35 % |

|  | 5.13 % |

|  | 2.57 % |

|  | 1.14 % |

|  | 0.30 % |

|  | 7.51 % |

|  | 100.00 % |

### 2006
|  | 32.54 % |

|  | 26.08 % |

|  | 32.27 % |

|  | 4.63 % |

|  | 2.43 % |

|  | 0.31 % |

|  | 1.73 % |

|  | 100.00 % |